# 赵重喜
赵重喜（?—?），土波思乌思藏掇族人，元朝将领，他的父亲赵阿哥潘，先祖开始归附于北宋，赐姓赵氏。一说即木征兄弟的后裔。
赵重喜开始为皇子阔端充当亲卫。1253年，随从忽必烈征伐大理国，有战功。1260年，随从总帅汪良臣讨平浑都海之乱，担任征行元帅。1263年，从讨伐忽都、达吉、散竹台等。数战有功，袭封其父的元帅之位，担任临洮府达鲁花赤。后解军职为管理州县的民官，注意发展农业，兴办学校，减省刑罚。任巩昌二十四处宣慰使。命其长子官卓斯承袭达鲁花赤。他去世后，谥桓襄。

## 延伸阅读
[在维基数据编辑]
 《新元史/卷131》，出自柯劭忞《新元史》